# New American Gospel
New American Gospel – studyjny album metalowej grupy Lamb of God. Został wydany 26 września 2000 roku przez wytwórnię Prosthetic Records. Producentem płyty jest Steve Austin. Album zawiera 55 minut i 29 sekund muzyki. Materiał rejestrowano tylko tydzień, między 15 a 22 kwietnia 2000 roku w Austin Enterprises w Clinton. Album wydano w dwóch wersjach z różną zawartością i okładkami. Piosenka "Black Label" została wydana jako singel. Znalazła się ona w grze komputerowej Tony Hawk's Underground 2.

## Twórcy
Opracowano na podstawie materiału źródłowego.
| Zespół Lamb of God w składzie - John Campbell – gitara basowa - Mark Morton – gitara elektryczna - Chris Adler – perkusja, produkcja muzyczna, miksowanie - Randy Blythe – śpiew - Willie Adler – gitara elektryczna |  | Inni - Dave Murello – mastering - Ryan Smith – remastering - Steve Austin – produkcja muzyczna, inżynieria dźwięku, mastering - K3N – okładka |

## Lista utworów
Opracowano na podstawie materiału źródłowego.
1. "Black Label" – 4:52
2. "A Warning" – 2:23
3. "In the Absence of the Sacred" – 4:36
4. "Letter to the Unborn" – 2:56
5. "The Black Dahlia" – 3:19
6. "Terror and Hubris in the House of Frank Pollard" – 5:37
7. "The Subtle Arts of Murder and Persuasion" – 4:10
8. "Pariah" – 4:24
9. "Confessional" – 4:01
10. "O.D.H.G.A.B.F.E." – 5:14

| Edycja zremasterowana |
| --- |
| 1. "Black Label" – 4:52 2. "A Warning" – 2:23 3. "In the Absence of the Sacred" – 4:36 4. "Letter to the Unborn" – 2:56 5. "The Black Dahlia" – 3:19 6. "Terror and Hubris in the House of Frank Pollard" – 5:37 7. "The Subtle Arts of Murder and Persuasion" – 4:10 8. "Pariah" – 4:24 9. "Confessional" – 4:01 10. "O.D.H.G.A.B.F.E." – 5:14 11. "Nippon" (utwór dodatkowy) – 3:53 12. "New Willenium" (The Black Dahlia) [Demo] – 3:06 13. "Half-Lid" (A Warning) [Demo] – 2:28 14. "Flux" (Pariah) [Demo] – 4:24 |